# Palästina-Kongress in Berlin
Der Palästina-Kongress war ein Kongress, der in Berlin vom 12. bis 14. April 2024 stattfinden und unter dem Motto „Wir klagen an“ die deutsche Verantwortung beim Krieg Israels im Gazastreifen thematisieren sollte. Der Kongress wurde am 12. April kurz nach seinem Beginn durch die Polizei Berlin aufgelöst. Im Zusammenhang mit dem Kongress erlassene Einreise- und Betätigungsverbote gegen den ehemaligen griechischen Finanzminister Yanis Varoufakis und den Rektor der Universität Glasgow, Ghassan Abu-Sittah, führten zu internationaler Berichterstattung. Das gegen Ghassan Abu-Sittah erlassene Einreiseverbot sowie das gegen ihn verhängte Betätigungsverbot wurden im Nachhinein für rechtswidrig befunden.

## Organisatoren, Teilnehmer und Redner

### Organisatoren
Veranstalter des Palästina-Kongresses war die Jüdische Stimme für gerechten Frieden in Nahost, Teil des Netzwerks European Jews for a Just Peace; die amerikanische Partnerorganisation ist „Jewish Voice for Peace“. Unterstützer und Mitorganisatoren waren neben dem Vereinigten Palästinensischen Nationalkomitee (VPNK) Organisationen aus dem linken bis linksextremen Spektrum – das Democracy in Europe Movement 2025, die Gruppe ArbeiterInnenmacht, die Revolutionäre Linke und BDS Berlin.
Die Jüdische Stimme repräsentiert formal weniger als 1 Prozent der etwa 225.000 Juden in Deutschland; im Verfassungsschutzbericht 2024 wurde sie erstmals als „gesichert extremistisch“ im Bereich des sogenannten „säkularen, propalästinensischen Extremismus“ verortet.

### Angekündigte Teilnehmer und Redner
Zu den angekündigten Teilnehmern und Rednern gehörten:
- Yanis Varoufakis, ehemaliger griechischer Finanzminister und Vorsitzender der linken paneuropäischen Bewegung Democracy in Europe Movement 2025 (DiEM25),
- Ghassan Abu-Sittah, der Rektor der Universität Glasgow, ein bekannter britisch-palästinensischer plastischer Chirurg, der während der ersten Wochen des Krieges 43 Tage lang als Arzt in Gaza arbeitete[7] und als Zeuge vor dem Internationalen Gerichtshof in dem von Südafrika gegen Israel angestrengten Völkermordverfahren aussagte,[2][8]
- Salman Abu Sitta, Autor,[9] Historiker[10] und Direktor der Palestine Land Society[11] in London, Onkel von Ghassan Abu-Sittah,[7]
- Richard Boyd Barrett, irischer Pazifist und Politiker,[7]
- Irene Montero, Psychologin und ehemalige spanische Ministerin für Gleichstellung,[12]
- Ali Abunimah, palästinensisch-US-amerikanischer Journalist und Gründer des Nachrichtenportals Electronic Intifada.[13]

## Medienberichterstattung im Vorfeld des Kongresses
Der Deutschlandfunk berichtete im März 2024 von kritischen Stimmen, auch vom Internationalen Institut für Bildung, Sozial- und Antisemitismusforschung, denen zufolge es unverantwortlich sei, „Referenten nach Deutschland einreisen zu lassen, die Volksverhetzung oder Terrorverherrlichung betrieben hätten oder gar für die Vernichtung Israels eingetreten seien“. Einige der geplanten Redner würden den Terrorangriff der Hamas vom 7. Oktober 2023 positiv sehen oder hätten Israel Völkermord vorgeworfen. Es sei mit einer Vernetzung politischer Akteure zu rechnen, was zu einer „verstärkten Gefährdungslage“ führen könne. Wieland Hoban, Sprecher des Kongresses und Vorstandsvorsitzender der Jüdischen Stimme, kritisierte hingegen im Interview, dass allein eine Forderung nach Errichtung eines Staates Palästina mit gleichen Rechten für alle Bürger (Ein-Staat-Lösung) zu einer Vernichtungsabsicht umgedeutet würde.
Am 11. April 2024 berichtete die Welt, dass die Berliner Innensenatorin Iris Spranger angekündigt habe, man werde „konsequent gegen antisemitische Straftaten vorgehen und das Zeigen von verbotenen Kennzeichen und Symbolen unterbinden.“ Ebenfalls am 11. April 2024 berichtete die Welt, dass der Antisemitismusbeauftragte der Bundesregierung, Felix Klein, gegenüber dem RBB ein Verbot des Palästina-Kongresses und ein Einreiseverbot des Redners Salman Abu Sitta gefordert hatte. Darüber hinaus forderte Klein, die Gemeinnützigkeit des Vereins Jüdische Stimme für gerechten Frieden in Nahost prüfen zu lassen. In dem Artikel hieß es weiterhin, dass Kritik an dem Kongress „unter anderem von vielen zivilgesellschaftlichen Organisationen und den Jugendorganisationen von Grünen, SPD, FDP, CDU“ geäußert worden sei. Berlins Regierender Bürgermeister Kai Wegner erklärte, es sei „unerträglich, dass ein sogenannter Palästina-Kongress in Berlin stattfinden wird“. Der Antisemitismusbeauftragte der Jüdischen Gemeinde zu Berlin, Sigmount A. Königsberg, forderte in der Jüdischen Allgemeinen am 12. April 2024, diesen „unsägliche[n] ‚Kongress‘“, dessen „einziges Ziel es ist, Terror, Hass und Gewalt zu verherrlichen und zu verbreiten“, zu verbieten und Einreise- sowie Betätigungsverbote auszusprechen.

## Staatliche Maßnahmen und Einstufungen
Die Berliner Polizei plante wegen des Kongresses einen Einsatz von etwa 2500 Beamten, 900 pro Tag für die ersten beiden Kongresstage, 700 für den abschließenden Sonntag. Die Polizei sei damit auch auf Spontanversammlungen eingestellt.
Die Versammlungsbehörde stufte den Kongress als öffentliche Veranstaltung ein, da basierend auf der Ausgestaltung und Zielrichtung des Kongresses anzunehmen war, dass die „Zusammenkunft der gemeinschaftlichen und überwiegend auf die Teilhabe an der öffentlichen Meinungsbildung gerichteten Erörterung dienen sollte“.
Die Veranstalter hatten geplant, nur ausgewählten Journalisten Zutritt zum Kongress zu gestatten. Die Polizei Berlin bestimmte jedoch, dass basierend auf der Einstufung als öffentliche Veranstaltung auch anderen Journalisten Zutritt zum Kongress gewährt werden musste. Ein Polizeisprecher erklärte, die Polizei habe so „die Pressefreiheit durchsetzen müssen.“ Journalisten seien ferner „durch das Vorhalten von Tüchern behindert worden“.
Die Polizei Berlin begrenzte die Teilnehmerzahl auf 250 Teilnehmer und begründete dies mit brandschutzrechtlichen Bestimmungen. Im Vorfeld waren von den Organisatoren 800 Tickets verkauft worden.

### Politische Betätigungsverbote und Einreiseverbote
Gegen mehrere geplante Redner wurden Einreiseverbote erlassen. Von dieser Maßnahme war unter anderem Yanis Varoufakis betroffen, der ehemalige Finanzminister Griechenlands und Vorsitzender der Partei DiEM25. Darüber hinaus wurden Einreiseverbote gegen Salman Abu Sitta und Ghassan Abu-Sittah ausgesprochen.
Durch das Landesamt für Einwanderung wurden zudem vier politische Betätigungsverbote vorbereitet und gegenüber zwei der vier Personen bekanntgegeben. Die Polizeidirektion wurde am 12. April 2024 per E-Mail über die Betätigungsverbote informiert.

#### Yanis Varoufakis
Yanis Varoufakis wurde mit einem Einreiseverbot belegt. Konkrete Gründe wurden keine genannt; das Bundesministerium des Inneren erklärte nur, dass die Terrororganisation Hamas und die Gruppierung Samidoun verboten worden seien. „Wer islamistische Propaganda und Hass gegen Jüdinnen und Juden verbreitet, muss wissen, dass solche Straftaten schnell und konsequent verfolgt werden.“ Das BMI erklärte ferner, es könne zu Einzelfällen keine nähere Auskunft geben. Dass auch ein Betätigungsverbot gegen Varoufakis verhängt worden sei, wurde bestritten.

#### Ghassan Abu-Sittah
Ghassan Abu-Sittah sagte, die deutschen Behörden hätten ihn stundenlang am Flughafen festgehalten, bevor sie ihm die Einreise verweigerten. Ihm wurde Sympathie für die Hamas und für die „Popular Front for the Liberation of Palestine“ (PFLP) vorgeworfen; er habe eine Gedenkrede für PFLP-Führer Maher Al-Yamani gehalten. Abu-Sittah erklärte, Al-Yamani sei ein persönlicher Freund geworden, nachdem er ihn durch seine ärztliche Tätigkeit in Beirut kennengelernt habe. Abu-Sittah wurde am 4. Mai 2024 auch die Einreise nach Frankreich verweigert, als er dort vor dem Senat über seine Erfahrungen in Gaza sprechen sollte; die französischen Behörden erklärten, Deutschland habe für alle Staaten im Schengen-Raum ein einjähriges Einreiseverbot gegen Abu-Sittah verhängt. Die Niederlande bestätigten am 9. Mai 2024, sie würden Abu-Sittah auf dieser Grundlage ebenfalls die Einreise zu einer bevorstehenden Veranstaltung in Den Haag verweigern.

#### Salman Abu Sitta
Salman Abu Sitta  wurde vor allem ein Blogpost vom 4. Januar 2024 vorgeworfen, in dem er den Terrorangriff vom 7. Oktober 2023 als Durchbrechen einer Blockade bezeichnete. In dem Beitrag erklärte der 86-jährige Salman Abu Sitta, seine eigene Familie sei im Zuge der Nakba durch die paramilitärische Organisation Hagana in den Gazastreifen vertrieben worden. Lebte er heute noch im Gazastreifen und wäre er noch ein junger Mann, hätte er einer derjenigen sein können, die sich am Terrorangriff vom 7. Oktober beteiligten.

### Zuständigkeit für Einreiseverbote
Auf eine kleine Anfrage der Bundestagsabgeordneten Clara Bünger erklärte die Parlamentarische Staatssekretärin Rita Schwarzelühr-Sutter am 22. April 2024, dass im Kontext des Kongresses keine Einreise- und Aufenthaltsverbote durch Bundesbehörden erlassen worden seien. Die Zuständigkeit für solche Verbote läge bei den Ländern.
In der Antwort auf eine schriftliche Anfrage erklärte das Berliner Abgeordnetenhaus, zur Aussprache von Einreiseverboten durch das Land Berlin sei es im Zusammenhang mit dem Kongress nicht gekommen. Grenzpolizeiliche Aufgaben und Maßnahmen lägen grundsätzlich nicht in der Zuständigkeit der Behörden des Landes Berlin, sondern würden durch die Bundesbehörden, insbesondere die Bundespolizei, wahrgenommen bzw. durchgeführt.

### Auflösung des Kongresses
In der Antwort auf eine schriftliche Anfrage des Abgeordneten Ferat Koçak erklärte das Berliner Abgeordnetenhaus folgende Hintergründe des Versammlungsverbotes:
Unter Rückgriff auf § 22 Versammlungsfreiheitsgesetz Berlin (VersFG BE), das bei öffentlichen Versammlungen Anwendung findet, befand die Versammlungsbehörde, dass das Risiko bestanden hätte, dass Redner sich „in strafrechtlich relevanter Weise antisemitisch oder gewaltverherrlichend“ äußern könnten. Laut Polizei bestand somit die „unmittelbare Gefahr von Äußerungsdelikten im Sinne von § 22 Absatz 1 Nummer 3 VersFG BE“.
Nachdem Salman Abu Sitta mit einem politischen Betätigungsverbot belegt worden war, wurde sein Redebeitrag per Video eingespielt. Drei Minuten nach Beginn des Videos stürmte eine Gruppe von zwanzig bis dreißig Polizisten mit Schutzausrüstung die Bühne. Eine andere Gruppe von Polizisten schaltete den Strom ab. Die Polizei entschied, dass die Veranstaltung auch ohne öffentlichen Livestream nicht fortgeführt werden dürfe. Begründet wurde dies damit, dass „die kurzfristige Eröffnung eines neuen Livestreams unter Nutzung anderer Geräte (bspw. Mobiltelefone), dessen erneute Abschaltung kaum möglich wäre, zu befürchten“ gewesen sei. Die Versammlung wurde aufgelöst und entschieden, dass die Auflösung „auch für den 13. und 14. April 2024“ gelte.
Die Versammlungsbehörde erklärte:

„Es bestand die Gefahr, dass auf unterschiedlichen Wegen diesem und anderen Redenden erneut eine Plattform für strafbare Verlautbarungen im Rahmen des Kongresses eingeräumt werden würde. Ein Zuwarten bis zu der zu befürchtenden Äußerung strafrechtlich relevanter Inhalte – und damit ein Abwarten eines unumkehrbaren Schadenseintritts – war mit Blick auf die Bedeutung der betroffenen Rechtsgüter und der Erheblichkeit ihrer Verletzung nicht hinnehmbar.“

Maßgeblich für die „polizeilich verfügte Auflösung des Kongresses“ sei „die Gefahrenprognose“ gewesen, dass „seitens Redender strafrechtlich relevante Äußerungen erfolgen würden (sic!) und diese nicht anderweitig verhindert werden könnten“. Die Auflösung des Kongresses führte insbesondere im Ausland zu kritischer Berichterstattung. Ein im Oktober 2024 in Wien abgehaltener Palästina-Kongress mit Videobotschaften von Ghassan Abu-Sittah und Yanis Varoufakis verlief trotz Verbotsforderungen und zwischenzeitlicher Raumkündigung ohne nennenswerte Zwischenfälle.

## Juristische Aufarbeitung
Am 19. April 2024 übersandte der Strafrechtler Kai Ambos einen Fragenkatalog an das Berliner Landesamt für Einwanderung. Am 22. April 2024 lehnte das Landesamt eine Stellungnahme zu den Verwaltungsvorgängen ab und erklärte lediglich, dass die erteilten Bescheide „aus hiesiger Sicht (…) rechtmäßig, hinreichend und ausführlich begründet seien (…) An der Verfassungsmäßigkeit der benannten Rechtsgrundlagen“ bestünden „hier keine Zweifel.“ In seiner rechtswissenschaftlichen Stellungnahme, die Ambos auf dem Open Access Blog, Verfassungsblog veröffentlichte, erklärte Ambos, dass nicht die Verfassungsmäßigkeit, als viel mehr die „Rechtmäßigkeit, insbesondere (die) Verhältnismäßigkeit“ der Maßnahmen fraglich seien. Darüber hinaus kritisierte Ambos eine Gleichsetzung von Kritik an der israelischen Regierungspolitik mit Antisemitismus.
Schon im Mai 2024 wurde das von der Bundespolizei gegen Ghassan Abu-Sittah verhängte Einreiseverbot durch das Verwaltungsgericht Potsdam aufgehoben; das Gericht rügte dabei das Vorgehen der Bundespolizei. Im Juni 2024 entschied das Kammergericht Berlin, dass die Sperrung und Löschung des Kontos des Vereins Jüdische Stimme für gerechten Frieden in Nahost durch die Berliner Sparkasse rechtswidrig war.
Am 14. Juli 2025 urteilte das Verwaltungsgericht Berlin, dass auch das von der Ausländerbehörde gegen Ghassan Abu-Sittah verhängte Betätigungsverbot rechtswidrig gewesen sei. Es sei nicht zu erwarten gewesen, dass Äußerungen Abu-Sittahs „die freiheitliche demokratische Grundordnung oder die Sicherheit der Bundesrepublik Deutschland“ in einem Maße gefährdeten oder „den kodifizierten Normen des Völkerrechts“ widersprächen, um einen solchen Grundrechtseingriff zu rechtfertigen. Das Verwaltungsgericht rügte, dass „die Ausländerbehörde unter anderem Abu-Sittahs Rolle als Zeitzeuge der israelischen Luftangriffe im Oktober und November 2023 in ihrer Abwägung“ nicht berücksichtigt habe. Abu-Sittah sei dazu unter anderem auch vom Internationalen Strafgerichtshof angehört worden.
Eine Klage von Yanis Varoufakis zur Feststellung der Unrechtmäßigkeit des gegen ihn verhängten Einreiseverbotes ist laut Medienberichten aktuell noch anhängig. Das Einreiseverbot wurde mittlerweile wieder aufgehoben.

## Rezeption

### Zum Kongress selbst
Armin Pfahl-Traughber, Professor an der Hochschule des Bundes für öffentliche Verwaltung, sah den von „einschlägigen Gruppierungen“ geplanten Kongress als „Beispiel für die latent antisemitische Dimension im israelfeindlichen Linksextremismus“. Die Ausrichtung der Konferenz sei an „den einschlägigen Aussagen in einer Erklärung und den Hintergründen angekündigter Referenten“ erkennbar gewesen. In einer „Resolution des Palästina Kongress 2024“ habe es geheißen: „Durchsetzung des Rückkehrrechts der palästinensischen Geflüchteten sowie Ende des seit über 76 Jahren andauernden zionistischen Siedlerkolonialismus und ethnischer Säuberung des gesamten besetzten Palästinas.“ Einladern zu dem Kongress wie der trotzkistischen ArbeiterInnnenmacht und der Revolutionären Linken, die für linke Bündnisbereitschaft mit Islamisten geworben habe, könne man Positionen wie die von Abu Sitta, die weit über eine bloße Kritik der israelischen Politik hinausgingen, direkt oder indirekt zuschreiben.

### Zur Auflösung des Kongresses
Ralf Michaels, Direktor am Max-Planck-Institut für ausländisches und internationales Privatrecht und Professor an der Queen Mary University of London und an der Universität Hamburg, sah die Zerschlagung des Palästina-Kongresses im Grundrechte-Report 2025 als einen „besonders drastische[n] Fall der Grundrechtseinschränkungen gegenüber Palästinenser*innen“; dass dieses Vorgehen nicht nur die Rechte der Kongressteilnehmenden, sondern auch den Rechtsstaat selbst untergrabe, sei noch nicht allen klar genug.
Kai Ambos, Professor für Straf- und Völkerrecht an der Universität Göttingen und Richter am Kosovo-Sondertribunal in Den Haag, beschrieb die Ereignisse um den Palästina-Kongress als „Ausdruck einer besorgniserregenden Diskursverengung, die im Ausland nur Kopfschütteln oder blankes Entsetzen hervorruft.“ Berlin habe „einst als Hort künstlerischer (und sonstiger) Freiheit“ gegolten; nun werde dies, wie es in der New York Times hieß, „durch Debatten darüber, was über Israel und den Krieg gesagt werden darf und was nicht, auf den Kopf gestellt.“ Der amerikanische Völkerrechtsprofessor Robert Howse (New York University) stellte angesichts der Behandlung von Varoufakis gar infrage, ob internationale Konferenzen überhaupt noch in Deutschland abgehalten werden sollten.
Der Politik- und Islamwissenschaftler Michael Lüders schrieb zum Einreise- und Betätigungsverbot für Varoufakis, dies sei das erste Mal seit 1949, dass eine Bundesinnenministerin einem Politiker, dem „früheren Minister eines befreundeten Mitgliedstaats der EU“, in Deutschland das Wort verboten habe; er sah dies als ein „bedenkliches“ Novum und einen potenziellen geschichtlichen „Kipppunkt“.
Der an der Cornell University lehrende italienische Historiker Enzo Traverso beschrieb die Einreiseverbote für Ghassan Abu-Sittah und Varoufakis als „klare Anzeichen antidemokratischer Zensur“. Donatella della Porta, Professorin für Politikwissenschaft und Politische Soziologie am  Europäischen Hochschulinstitut, charakterisierte die Zerschlagung des Kongresses als eine der dramatischsten Episoden politischer Repression in Deutschland.
Armin Pfahl-Traughber schrieb, es sei im Vorfeld des Kongresses zu einer breiten Koalition gekommen, die ein Verbot der Veranstaltung gefordert habe. Mangels einer rechtlichen Grundlage sei eine solche Maßnahme aber nicht möglich gewesen, erst nach den Ausführungen Abu Sittas sei es dazu gekommen.
Innenministerin Nancy Faeser lobte den Einsatz der Polizei. Auf der Plattform X schrieb sie: „Es ist richtig und notwendig, dass die Berliner Polizei hart durchgreift beim sogenannten Palästina-Kongress. Wir dulden keine islamistische Propaganda und keinen Hass gegen Jüdinnen und Juden.“
Wieland Hoban, Vorstand im Verein „Jüdische Stimme“, hielt den Kongress gerade wegen seines Abbruchs für einen Erfolg. Auf diese Weise sei es „ein Skandal geworden“, erklärte Hoban in einem Gespräch mit der Süddeutschen Zeitung. Der Staat habe mit dem Verbot ein „Eigentor“ geschossen, überall auf der Welt sei „Aufmerksamkeit generiert worden, für das, was hier passiert“; in der Tat berichteten die New York Times und die Washington Post über das Verbot des Kongresses.